# Raisin (métro de Toulouse)
Raisin est une future station du métro de Toulouse, située entre les stations Lycée Toulouse-Lautrec et Bonnefoy dans le nord de Toulouse, dans le quartier du même nom. Elle se situera sur la troisième ligne du métro toulousain, la ligne C du métro de Toulouse. Sa mise en service devrait intervenir en 2028, après des travaux débutant en 2022.

## Caractéristiques
La station Raisin serait située sur le terrain actuel des ateliers municipaux, à côté de la gare de Raynal, au nord du centre-ville toulousain. Sa desserte est importante : le quartier est aujourd'hui mal desservi, notamment à cause des voies ferrées desservant la gare de Raynal, et créant une coupure entre le quartier et celui de Bonnefoy. Aujourd'hui, aucune ligne de bus Tisséo ne dessert le quartier, notamment à cause de la proximité d'arrêts de bus à proximité (environ 500 mètres minimum). C'est pourquoi cette station semble importante pour le quartier. Par ailleurs, la station se trouve à la limite du projet de réaménagement des quartiers Matabiau et Marengo, Toulouse Euro Sud-Ouest, engendrés par le réaménagement de la gare Matabiau, située non loin de la future station.
La station devra améliorer considérablement la desserte en transports en commun du quartier, actuellement dépourvu d'une moindre ligne de bus. La future station doit s'accompagner de la création d'une place où convergeront des axes piétons et cyclables.
Comme l'ensemble de stations situées au cœur de Toulouse, la station devrait être souterraine.

## Construction
La construction de la station, comme de l'ensemble de la ligne C du métro de Toulouse, a commencé fin 2022, et devrait être mise en service prévue pour 2028.
La station servira de point d'entrée pour un des tunneliers de la ligne.

## Aménagement culturel
La station accueillera une œuvre d'Isa Sahal.

## À proximité
- Gare de Toulouse-Raynal
- Ateliers Municipaux
- Canal du Midi